# Sisyra aquatica
Sisyra aquatica là một loài côn trùng trong họ Sisyridae thuộc bộ Neuroptera. Loài này được Smithers miêu tả năm 1957.